# Монетарна политика БиХ
Монетарна политика БиХ је регулисана Законом о Централној банци БиХ, а Централна банка БиХ је организована по моделу валутног одбора. Валутни одбор у БиХ постојао и прије 550 година, за вријеме владавине Твртка II Твртковића . Наиме, краљ Твртко II је у 15. вијеку извршио новчану унификацију свог новца са дубровачким новцем (почео је да се кује босански новац исте величине, тежине и чистоће племенитог метала као и дубровачки новац, с тим што је на себи имао Твртков грб), што подсјећа на данашње стање у БиХ гдје је вриједност конвертибилне марке унифицирана са бившом њемачком марком у омјеру 1:1.

## Централна банка БиХ
Централна банка БиХ основана је 1997. године Законом о Централној банци, и исте године отпочиње са радом. Њени основни циљеви и задаци су сљедећи:
1.	Одржава монетарну стабилност у складу са „currency board“ аранжманом (1КМ : 0,51129€), што значи да издаје домаћу валуту уз пуно покриће у слободним конвертибилним девизним средствима по фиксном курсу 1КМ : 0,51129€
2.	Дефинише и контролише провођење монетарне политике БиХ
3.	Управља службеним девизним резервама оствареним издавањем домаће валуте
4.	Помаже и одржава одговарајуће платне и обрачунске системе
5.	Заједно са Агенцијом за банкарство БиХ ентитета, надлежна је за издавање дозволаза рад и супервизију банака .
Централна банка БиХ функционише по правилима пасивне монетарне политике, а то је онемогућава да користи девизни курс као средство за ублажавање економских шокова; не може креирати новац без покрића и кредитирати владу; не може дјеловати као кредитор посљедње инстанце и не може својим мјерама директно да стимулише привредни раст у нашој земљи. Једини инструмент монетарне политике који јој стоји на располагању јесте стопа обавезних резерви, преко које ЦББИХ утичена ниво новца у оптицају, а самим тим и на понуду кредита привреди. 
Битно је нагласити да валутни одбор не представља сметњу развоју наше земље, због тога што проблеми код нас нису монетарне него реалне природе. Уколико би извршили девалвацију конвертибилне марке, наш извоз не би порастао, због тога што смо производно неконкурентни у односу на земље које производе исти или сличан производ (трошкови производње код нас су већи у односу на земље региона). Такође, овај потез би „сахранио“ дужнике са простора БиХ који имају зајмове у страним валутама, јер би вриједност дуга у том случају порасла. Што се тиче инфлације у БиХ, она је највећим дијелом увезена, због чињенице да смо везани за евро као и то да увозимо берзанске робе чије цијене данас на берзи стално расту (нафта, гас, пшеница...). 
Треба истаћи да се монетарна политика одређене земље може законским путем извршити, али да то у овом тренутко не би ишло у корист грађанима наше земље.

## Оквир монетарне политике БиХ
Што се тиче оквира монетарне политике, треба дефинисати који је то њен основни циљ, таргет и инструмент. У БиХ стање је сљедеће:
- Основни циљ: одржавање монетарне стабилности
- Таргет: девизни курс (валутни одбор)
- Инструмент: стопа обавезних резерви.

Уопштено, валутни одбор је аранжман са фиксним девизним курсом који је везан за неку валуту сидро, злато или корпу валута. Његове карактеристике су:
1.	Емисија националне валуте је покривена стабилном страном валутом, тзв. резервном валутом, минимално у 100% износу
2.	Национална валута је у сваком тренутку на захтјев конвертибилна у стабилну страну валуту за коју је везана, према унапријед дефинисаном омјеру
3.	Одржавање стабилности валуте први је и основни циљ којем су подређени сви остали циљеви .

## Трансмисиони механизам монетарне политике
Трансмисиони механизам монетарне политике представља процес преко кога монетарна политика утиче на макроекономске агрегате као што су агрегатна тражња, производња и цијене. Испољава се кроз различите канале и промјенљивом брзином и интензитетом утиче на различите агрегате и тржишта, као што су:
- Канал каматне стопе

Кроз вођење експанзивне монетарне политике се може утицати на ниво каматних стопа. У случају експанзивне монетарне политике имамо следеће: M ↑ → i, ↓ → I ↑ → Y ↑ (уколико порасте понуда новца, каматне стопе ће пасти и учинити кредите јефтинијим за привреднике који ће то искористити за додатна улагања у инвестиције, што ће у коначном довести до раста БДП).
- Канал девизног курса

Канал девизног курса такође укључује промјене каматне стопе, јер се показало да се падом каматних стопа повећава тражња за девизама (капитал путује ка земљама које имају веће каматне стопе), што за ефекат има депресијацију домаће валуте. Депресијација надаље утиче на извозне цијене домаћих производа (постају јефтиније у односу на иностране), што доводи до повећања извоза и до појаве суфицита текуђег биланса. 
- Канал банкарских кредита

У овом случају, истиче се значај који имају банке на финансијском тржишту. Вођењем експанзивне монетарне политике, која повећава депозите банака и њихове резерве, банке долазе у позицију повећаног нивоа могућности кредитирања. Расте број кредита, те самим тим и ниво инвестиција. 
- Билансни канал

Каматне стопе утичу на биланс стања, готовински ток и нето вриједност фирми и потрошача. Више каматне стопе утичу на мањи готовински ток, мању нето вриједност, смањење кредита, пад агрегатне тражње и раст значаја негативне селекције и моралног хазарда. 
- Канал цијене активе

Монетарна политика утиче на становништво и привреду преко утицаја политике каматних стопа на вриједност акција. Више каматне стопе смањују цијену акција, док нижа вриједност акција доводи до пада финансијског богатства, а мање богатство значи и мању потрошњу.